# Daniels Ontužāns
Daniels Ontužāns (* 7. März 2000 in Vangaži) ist ein lettisch-deutscher Fußballspieler und steht seit Anfang 2024 beim FC 08 Homburg unter Vertrag.

## Karriere

### Vereine
Ontužāns begann in der Jugendmannschaft von Skonto Riga mit dem Fußballspielen. Als Achtjähriger kam er mit seinen Eltern nach Deutschland. Er spielte daraufhin beim FC Augsburg, bevor er im Juni 2010 in die U11 des FC Bayern München wechselte. In den Spielzeiten 2015/16 und 2016/17 spielte er mit den B1-Junioren (U17) in der B-Junioren-Bundesliga und wurde 2017 deutscher B-Junioren-Meister. In den Spielzeiten 2017/18 und 2018/19 war Ontužāns mit den A-Junioren (U19) in der A-Junioren-Bundesliga aktiv.
Zur Saison 2019/20 rückte Ontužāns in die zweite Mannschaft auf, die zuvor in die 3. Liga aufgestiegen war. Während der Sommervorbereitung im Juli nahm er unter dem Cheftrainer Niko Kovač an der USA-Tour der Profis teil. Dort zog sich Ontužāns bei einem Testspiel gegen den FC Arsenal einen Kapsel- und Bänderriss zu, woraufhin er bis zur Winterpause ausfiel. Um Spielpraxis zu sammeln, wurde er in der Winterpause in die Schweiz an den FC St. Gallen ausgeliehen, bei dem er im Kader der zweiten Mannschaft (U21) stand, die in der viertklassigen 1. Liga spielte. Dort kam er aufgrund der COVID-19-Pandemie allerdings zu keinem Einsatz.
Zur Saison 2020/21 kehrte Ontužāns zur zweiten Mannschaft des FC Bayern zurück, die in seiner Abwesenheit Meister der 3. Liga geworden war. Im Oktober 2020 debütierte er in der ersten Mannschaft, als er beim verlegten DFB-Pokal-Erstrundenspiel gegen den Oberligisten 1. FC Düren kurz vor dem Spielende eingewechselt wurde. Dabei profitierte Ontužāns auch von dem Umstand, dass zahlreiche Bayern-Nationalspieler teilweise noch am Vortag in Länderspielen aktiv gewesen waren und daher von Hansi Flick nicht berücksichtigt wurden. So standen beim 3:0-Sieg lediglich Feldspieler der zweiten Mannschaft und U19 als Ersatz zur Verfügung. Dies war sein einziger Einsatz für die erste Mannschaft. In der 3. Liga kam Ontužāns viermal als Einwechselspieler zum Einsatz.
Zur Saison 2021/22 wechselte Ontužāns zur zweiten Mannschaft des SC Freiburg, die zuvor in die 3. Liga aufgestiegen war. Sein erstes Tor im Seniorenbereich erzielte er am 23. Oktober 2021 (13. Spieltag) beim 3:2-Sieg im Heimspiel gegen den SC Verl mit dem 1:0-Führungstreffer in der 16. Minute.
Im Juli 2023 wechselte Ontužāns nach Lettland zum FK RFS, wo er einen Vertrag für die restliche Saison 2023 (in Lettland gleich dem Kalenderjahr) mit der Option der Verlängerung um zwei weitere Spielzeiten abschloss. Die Saison 2023 endete mit der lettischen Meisterschaft für RFS. Er bestritt dabei neun Spiele für den Verein, in denen er zwei Tore schoss, sowie zwei Spiele im Pokal. Außerdem wurde er bei zwei Spielen in der zweiten Mannschaft eingesetzt.
Im Februar 2024 wechselte Ontužāns zurück nach Deutschland zum FC 08 Homburg in die Regionalliga Südwest. Dort absolvierte er bis zum Saisonende sieben Ligaspiele und seitdem fällt er dauerhaft wegen einer Sehnenentzündung aus.

### Nationalmannschaft
Daniels Ontužāns debütierte am 10. Juni 2019 im Alter von 19 Jahren in der lettischen A-Nationalmannschaft. Im EM-Qualifikationsspiel in Riga gegen Slowenien, das mit 0:5 verloren wurde, kam der Mittelfeldspieler per Einwechslung zum Einsatz. Nach einigen weiteren Einsätzen im A-Nationalteam kam Ontužāns im September 2021 in zwei EM-Qualifikationsspielen erstmals für die U21-Nationalmannschaft zum Einsatz.

## Erfolge
- Deutscher B-Junioren-Meister: 2017
- Lettischer Meister: 2023